# Sly Raccoon
Sly Raccoon (uscito come Sly Cooper and the Thievius Raccoonus negli Stati Uniti e come Kaitou Sly Cooper (怪盗スライ・クーパー?) in Giappone) è un videogioco a piattaforme per PlayStation 2 sviluppato dalla Sucker Punch e distribuito nel 2002 da Sony mentre in Europa nel 2003. Sono stati poi pubblicati tre sequel: Sly 2: La banda dei ladri, Sly 3: L'onore dei ladri e Sly Cooper: Ladri nel Tempo, e uno spin-off Hackpack di Bentley. L'intera serie si basa sulle vicende del protagonista, il ladro procione Sly Cooper, erede della sua famiglia. Compito di Sly è quello di muoversi nei quattro angoli del mondo per recuperare le pagine del Thievius Raccoonus. Ad ostacolare le operazioni di Sly e la sua squadra saranno l'Ispettore dell'Interpol Carmelita Montoya Fox e il Quintetto Diabolico, comandato da Clockwerk.

## Trama
Sly Cooper è l'ultimo membro del clan Cooper, una stirpe di ladri che nel corso dei secoli si è specializzata nel rubare ad altri criminali annotando le loro tecniche di furto e le loro avventure in un antico manoscritto, il Thievius Raccoonus. Il giorno in cui Sly sarebbe dovuto entrare in possesso del libro un gruppo di criminali, il Quintetto Diabolico, irrompe in casa sua, uccide i suoi genitori e ruba il manoscritto spartendosi le pagine. Sly viene mandato in un orfanotrofio, dove conosce Bentley e Murray, che in seguito diventeranno i suoi migliori amici e i suoi complici quando decide di diventare un ladro come i suoi antenati.
Intenzionato a recuperare il tesoro della sua famiglia Sly irrompe nell'ufficio dell'ispettrice dell'Interpol Carmelita Fox, dove è custodito un dossier riguardante il suo passato e i cinque membri del Quintetto. Grazie a esso, Sly riesce a rintracciare il primo membro, sir Rayleigh, aristocratico annoiato dalla vita di lusso divenuto con le sue conoscenze capo macchinista del gruppo: raggiunta la sua fortezza nel mare del Galles, lo sconfigge recuperando le prime pagine del libro e scoprendo il luogo dove è rintanato Muggshot, forza bruta del Quintetto Diabolico. Questi è un gangster che ha preso possesso della cittadina di Mesa City nello Utah: introdottosi nel suo palazzo Sly viene raggiunto da Carmelita, intenzionata ad arrestarlo, ma riesce a sfuggirle. Sconfitto Muggshot e recuperata la seconda parte del Thievius Raccoonus, Sly e il gruppo si dirigono ad Haiti per affrontare Mz. Ruby, mistica voodoo del gruppo: nonostante le difese paranormali della sua base Sly elimina la strega e recupera la sua parte del libro. Raggiungono poi la Cina, dove assaltano la fortezza di Panda King, esperto demolitore e artista marziale: nonostante l'intervento di Carmelita Sly riesce a raggiungere il suo nemico, sconfiggendolo e ottenendo sia le pagine del manoscritto che la locazione dell'ultimo membro nonché capo del Quintetto, il misterioso Clockwerk.
Raggiunta la sua base nel vulcano di Krakov, in Russia, Sly vi trova rinchiusa Carmelita, giunta sin lì per tendergli una trappola: liberatala, i due si alleano per riuscire a neutralizzare Clockwerk. Giunto nella caldera del vulcano, il ladro scopre che il malvagio Clockwerk è un enorme gufo robotico: questi aveva sostituito le sue parti originali con delle protesi meccaniche nel corso dei secoli, spinto dall'odio e invidia verso il clan Cooper e verso la loro fama di "maestri ladri". Per questo aveva creato il Quintetto Diabolico, rubando il libro e lasciando in vita Sly per mostrare come, senza di esso, la dinastia dei Cooper non valesse nulla. Il procione rimarca come siano i Cooper ad essere abili già di loro, senza il libro, e sconfigge Clockwerk grazie all'aiuto di Carmelita, distruggendolo e lasciando le sue parti nella lava del vulcano. Scampato all'ispettrice, di nuovo intenzionata ad arrestarlo, Sly si ricongiunge con Bentley e Murray inconsapevole che, sebbene a pezzi, le parti di Clockwerk siano ancora funzionanti.

## Personaggi

### La Banda di Cooper
- Sly Cooper - Capo della Banda Cooper. Ha ottime capacità di ladro per via della sua agilità, ma scoprirà a poco a poco tutte le tecniche dei suoi antenati, fino a diventare un Maestro Ladro. È l'ultimo discendente del Clan Cooper. Rimasto orfano a causa del Quintetto Diabolico, ha conosciuto Bentley e Murray durante la permanenza in orfanotrofio. È da anni soggetto di caccia da parte dell'ispettrice Fox. È un procione.

Doppiato da: Kevin Miller (ed. inglese), Luca Bottale (ed. italiana)
- Bentley - Astuto stratega e abile hacker. Inizialmente ansioso e paranoico, si dimostrerà più maturo in Sly 2: La banda dei ladri. È la mente dietro le operazioni criminali della Banda. È una testuggine.

Doppiato da: Matt Olsen (ed. inglese), Riccardo Peroni (ed. italiana)
- Murray - Autista e braccio della Banda Cooper. È molto legato al furgone della Banda. Apparentemente schivo e pauroso per tutta la durata del gioco, rivela in realtà di avere fegato, come dimostrerà in Sly 2: La banda dei ladri. È un ippopotamo.

Doppiato da: Chris Murphy (ed. inglese), Riccardo Rovatti (ed. italiana)

### L'Interpol
- Carmelita Fox - Ispettrice dell'Interpol, che dà la caccia a Sly Cooper sin dai primi furti della banda. Col tempo, la sua ossessione per Sly la porterà a pensare che solo lei abbia il diritto di arrestarlo. In questo capitolo, la sua alleanza temporanea con Sly sarà di grande rilievo. È una volpe.

Doppiata da: Roxana Ortega (ed. inglese), Dania Cericola (ed. italiana)

### Il Quintetto Diabolico
- Sir Raleigh - Macchinista del Quintetto Diabolico. Nato in una famiglia ricca e annoiato dalla solita vita di lusso, si è dato al crimine e successivamente alla pirateria, sviluppando inoltre una certa abilità per i macchinari. La sua base operativa è situata in una zona oceanica vicino al Galles, presso l'isola di O' Wrath. È una rana.

Doppiato da: Kevin Blackton (ed. inglese), Riccardo Rovatti (ed. italiana)
- Muggshot - La forza spietata del Quintetto Diabolico. Ultimogenito di una vasta prole, non ha mai avuto le attenzioni dei genitori ed è sempre stato preso in giro dai fratelli e dagli altri giovani per la sua debolezza. Decise, quindi, di mettersi in forma e, ispirandosi ai criminali dei vecchi film, intraprendere la carriera di gangster di strada. Si è rifugiato negli Stati Uniti, a Mesa City. È un cane.

Doppiato da: Kevin Blackton (ed. inglese), Gianni Gaude (ed. italiana)
- Mz. Ruby - Maga mistica del Quintetto Diabolico. Figlia di due mistici voodoo, è cresciuta nella solitudine perché discriminata dalle altre famiglie normali. Si nasconde in un villaggio abbandonato nella giungla haitiana. È un coccodrillo africano.

Doppiata da: Presciliana Esparolini (ed. inglese), Elisabetta Cesone (ed. italiana)
- Panda King - Esperto combattente e demolitore del Quintetto Diabolico. Fin da bambino, era affascinato dai fuochi d'artificio. Quando volle presentare i suoi fuochi d'artificio, fu allontanato dai nobili, che lo giudicarono dai suoi abiti. Tiene sotto controllo i villaggi vicini alla sua base nelle montagne Kunlun, nella Cina occidentale, minacciandoli di farli bruciare con i suoi potenti fuochi d'artificio. È un panda.

Doppiato da: Kevin Blackton (ed. inglese), Ciro Imparato (ed. italiana)
- Clockwerk - Antagonista principale del gioco, e il fondatore e leader del Quintetto Diabolico. Da generazioni perseguita la stirpe dei Cooper. Ancora non si sa come egli sia riuscito, nel corso del tempo, a sostituire la parti del proprio corpo con corrispondenti artificiali, diventando una macchina, per sopravvivere in eterno affinché potesse eliminare definitivamente i Cooper. Ha progettato l'incursione del Quintetto Diabolico nell'abitazione della famiglia di Sly, lasciando quest'ultimo in vita, perché pensava di dimostrare che nessun Cooper sarebbe stato un grande ladro senza il Thevius Raccoonus, ma si sbagliava. È in origine un gufo bubo.

Doppiato da: Kevin Blackton (ed. inglese), Vittorio Bestoso (ed. italiana)

## Location e episodi
Il gioco è diviso in diverse location, ognuna delle quali è divisa in diversi livelli da completare di cui uno centrale, uno di introduzione e uno dedicato al combattimento con il boss. La location è solitamente divisa in due parti, e servono diverse chiavi per raggiungere la successiva parte di location. Scopo di ogni livello è, infatti, trovare (solitamente alla fine) la chiave del tesoro tenuta nella zona. Con la prima chiave si raggiunge la prima parte della zona centrale della location, con tre chiavi si "unifica" la zona centrale, avendo accesso alla seconda parte, e con le sette chiavi si può combattere il boss. All'interno di ogni livello è presente una cassaforte contenente dei potenziamenti per Sly.
- Preludio: Parigi, Francia; 4:20 AM

Grazie all'aiuto di Bentley e Murray, Sly si infiltra nel QG dell'Interpol, a Parigi. Obiettivo di Sly è "prelevare" dall'ufficio dell'ispettore Carmelita Montoya Fox il dossier dell'Interpol sulla sua famiglia, contenente anche informazioni sul Quintetto Diabolico. La fuga di Sly viene interrotta dall'arrivo imprevisto di Carmelita, che tenta di bloccare il ladro all'interno dell'edificio. Ciononostante, Sly riesce ugualmente a fuggire con in mano il dossier.
- Episodio 1: La marea del terrore

Ottenute le informazioni sul Quintetto Diabolico e il Clan Cooper, Sly e la Banda si dirigono sull'isola di O' Wrath, nel Regno Unito. L'isola è il covo di Sir Raleigh, macchinista capo del Quintetto Diabolico. Al termine dell'episodio, Raleigh viene arrestato da Carmelita Fox, mentre Sly recupera la sezione del Thievius Raccoonus del suo antenato Rioichi Cooper.
- Episodio 2: Il banco salta

Il secondo obiettivo di Sly è Muggshot, gangster di strada e forza spietata del Quintetto Diabolico. Covo di Muggshot è la fiorente città americana di Mesa City, nello Utah. Nonostante l'intervento dell'ispettore Fox, Sly recupera la sezione del Thievius Raccoonus di Tenneessee "Kid" Cooper. Al termine dell'episodio, Muggshot viene arrestato da Carmelita, mentre Sly e la Banda fuggono a Los Angeles.
- Episodio 3: Perfido voodoo

Sly e la Banda si dirigono ad Haiti, covo della sacerdotessa voodoo e capo mistico del Quintetto Diabolico Mz. Ruby. Dopo una serie di operazioni criminali nel covo di Mz. Ruby, Sly raggiunge il Tempio del Teschio, rifugio di Mz. Ruby. Carmelita arresta la sacerdotessa, ponendo fine alla sua produzione di zombie, mentre Sly recupera la sezione del Thievius Raccoonus di Slytankhamen Cooper.
- Episodio 4: Fuoco nel cielo

Sconfitta Mz. Ruby, il nuovo obiettivo di Sly è Panda King, esperto in demolizioni del Quintetto Diabolico, nella sua fortezza in Cina. Nel corso dell'operazione, interviene Carmelita Fox, che non capisce il reale utilizzo degli edifici della fortezza. Sly sconfigge Panda King e recupera la sezione del Thievius Raccoonus di Otto Van Cooper.
- Episodio 5: Il cuore freddo dell'odio

Usando i progetti di Otto Van Cooper per adattare il furgone della Banda alla scalata del vulcano Krakov, Sly e la Banda si dirigono in Russia, dove Bentley aveva localizzato il covo di Clockwerk. Grazie all'intervento di Bentley, Sly può contare sull'aiuto di Carmelita Fox, catturata da Clockwerk ed imprigionata in un campo di forza: con il suo appoggio, Sly sconfigge Clockwerk, recuperando anche l'ultima sezione del Thievius Raccoonus.

## Altri titoli della serieSly Raccoon

### Sequel
- Sly 2: La banda dei ladri
- Sly 3: L'onore dei ladri
- Sly Cooper: Ladri nel Tempo

### Spin-off
- Hackpack di Bentley

### Remake
- The Sly Trilogy per PlayStation 3 e PlayStation Vita

### Altri
- PlayStation Move Heroes - Insieme per la prima volta: gioco per PlayStation 3, è un crossover che unisce il ladro Sly Cooper con Ratchet della serie Ratchet & Clank e Jak della serie Jak and Daxter, rispettivamente insieme con i loro fedeli e inseparabili compagni Bentley, Clank e Daxter, facendo vivere loro la stessa avventura sotto l'inedito controllo garantito dal PlayStation Move[7].
- PlayStation All-Stars Battle Royale: Sly appare come personaggio utilizzabile, e il resto della sua banda ne funge da assistenti[8].

## Ambientazione
I giochi della serie sembrano svolgersi in una sorta di universo parallelo a quello reale, con la differenza che gli uomini sono rimpiazzati da animali umanizzati.
Dalle date dei giornali presenti nei finali di ogni episodio, il gioco si ambienterebbe alla fine della Guerra Fredda, nel 1987. Viene però detto che Sly nasce nel 1979, e, probabilmente (anche dalle stesse date sui giornali), l'intero gioco è ambientato nel 1997. La cartolina del finale del quinto episodio di Sly 3: L'onore dei ladri viene datata 2005, e ciò porterebbe Sly Raccoon ad essere datato 2002.

## Differenze tra le versioni
La versione occidentale si differenzia da quella giapponese per la qualità dei filmati e per la vistosa introduzione (migliorati di molto) e per la canzone di sottofondo, Blackjack, inesistente nelle versioni americane o europee del gioco. Il filmato introduttivo della versione giapponese del gioco può essere visualizzato sconfiggendo Clockwerk e completando il gioco nell'episodio 5.

## Altre versioni
Sly Raccoon compare, insieme a Sly 2: La banda dei ladri e Sly 3: L'onore dei ladri, nella versione rimasterizzata in alta definizione della trilogia per PlayStation 3 e PlayStation Vita, chiamata The Sly Trilogy, con l'aggiunta di trofei e minigiochi.